# アニック・デュモン
アニック・デュモン（Annick Dumont、1962年2月14日 - ）は　フランスのフィギュアスケートコーチ、振付師。

## 経歴
シャンピニー・シュル・マルヌのスケートリンクで同じコーチのペータートレントンと共同で男女シングルを教えている。
主な教え子にエリック・ミロー、マリー＝ピエール・ルレイ、レティシア・ユベール、ニコラス・ペトラン、ローラン・トベル、Romain Gazave、フランシス・ガステル、スタニック・ジャネット、ガブリエル・モニエ、ヴァンサン・レステンクール、フレデリック・ダンビエ、アルバン・プレオベール、フローラン・アモディオら。

## スケート解説者として
フランスの放送局で1992年の国内選手権、アイスダンス部門の解説に加わる。その後、放送局TF1で専属解説者となり1994年から1999年までジャーナリストのRoger Zabel とアンヌ＝ソフィー・ドゥ・クリストフィーと共に出演。2000年からはフランステレビジョンでNelson Monfortと出演。2005年のエリック・ボンバール杯からはフィリップ・キャンデロロがそこに加わった。

## 私生活
氷上競技連盟会長のディディエ・ゲヤゲと結婚していた。現在でもアニック・ゲヤゲ（Annick Gailhaguet）として表記されていることがある。